# Hyalothyrus
Hyalothyrus es un género de lepidópteros ditrisios de la subfamilia Eudaminae  dentro de la familia Hesperiidae.

## Especies
- Hyalothyrus infernalis
- Hyalothyrus leucomelas
- Hyalothyrus mimicus
- Hyalothyrus neleus
- Hyalothyrus nitocris